# Gader

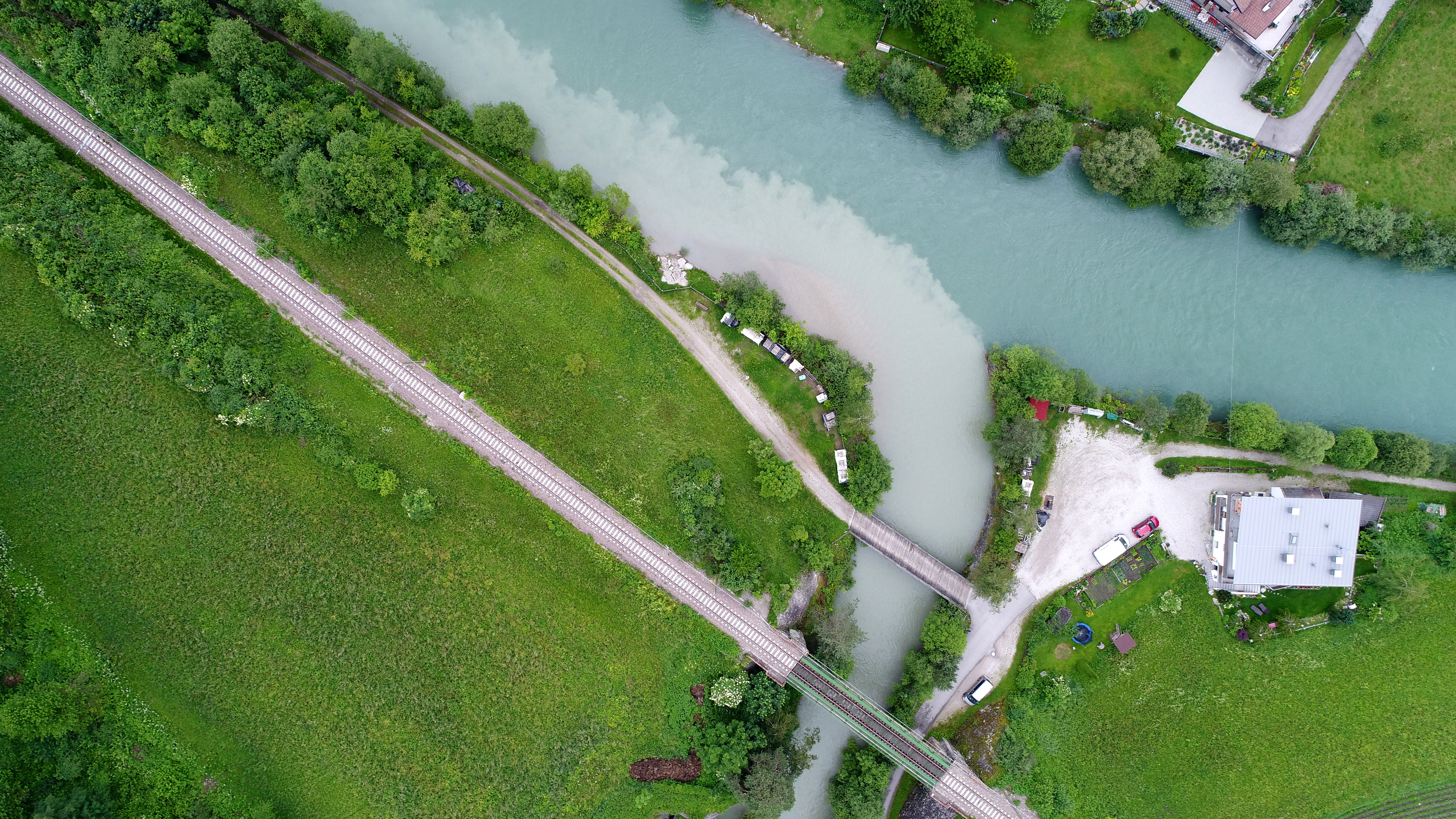
Mündung der Gader in die Rienz aus der Vogelperspektive (2018)

Die Gader (ladinisch Ghaidra oder Gran Ega – „Großes Wasser“, italienisch Gadera) ist ein Fluss in Südtirol (Italien). Er fließt durch das gesamte Gadertal und erreicht bei St. Lorenzen das Pustertal, wo er in die Rienz einmündet. Mit einer Länge von 34,7 Kilometern und einem Einzugsgebiet von rund 390 km² ist die Gader der größte linksseitige Zufluss der Rienz.
Die Gader mündet bei St. Lorenzen in die Rienz. Wichtigste Zuflüsse der Gader sind von rechts der St. Kassianer Bach (Rü de San Ćiascian), der Wengener Bach (Rü de Ćiampló) und der Vigilbach (Rü d’Al Plan), sowie von links der Pisciadùbach (Rü de Pisciadù), der Campiller Bach (Rü de Lungiarü) und der Untermoibach (Rü d’Antermëia). Ortschaften an der Gader sind Corvara, Stern, Pedratsches, Pederoa, St. Martin in Thurn und Zwischenwasser.
Etwas verwirrend sind die unterschiedlichen Bachbezeichnungen im Quellgebiet. Der Zufluss Rü Tort (Brunnenbach) entspringt südlich von Corvara. Der Rü de Pisciadù entspringt dem Sellamassiv. In Stern (La Ila) fließt der St. Kassianer Bach zu, der aber auch andere ladinische Namen trägt, und in einigen Karten selbst als Oberlauf der Gader bezeichnet wird, die dann in der Fanesgruppe entspränge. Ab Stern heißt der Bach dann wohl endgültig Gader.
Der Fluss ist erstmals in einer Urkunde aus den Jahren 1002 bis 1004 als Gaidra genannt. Nach Meinung des Südtiroler Sprachforschers Lois Craffonara ist der Name des Baches auf eine quadratische Siedlung der späten Römerzeit oder auch des frühen Mittelalters in St. Martin zurückzuführen, auf das lateinische Wort Quadra. Diesen Annahmen wird allerdings in der neueren Forschung widersprochen und stattdessen auf das karolingerzeitliche Verfahren der Feldvermessung im Tiroler Alpenraum hingewiesen, das erst im Frühmittelalter zu quadra-ähnlichen Flurteilungen führte. Außerdem würde der ladinische Name überhaupt nicht dazu passen. Der Flussname wurde zur Bezeichnung des ganzen Tales mit dem dazugehörigen Bach. Einer moderneren Theorie nach liegt keltisch Guadria ‚in Schlucht eingeschnitten‘ zugrunde.